# تپه شهر سوخته ۲۲۰
تپه شهر سوخته ۲۲۰ در شهرستان زابل، بخش شیب آب، دهستان لوتک، روستای حومه شهر سوخته، ۱۴/۴ کیلومتری جنوب غربی پایگاه باستان‌شناسی شهر سوخته واقع شده و این اثر در تاریخ ۱۵ اسفند ۱۳۸۵ با شمارهٔ ثبت ۱۷۹۸۱ به‌عنوان یکی از آثار ملی ایران به ثبت رسیده است.